# 宋高僧伝
宋高僧伝（そう こうそうでん）は、唐・五代・北宋初期の高僧の伝記を集めた書物のことである。30巻、北宋の賛寧による奉勅撰。端拱元年（988年）の成立。
梁の慧皎による「高僧伝」、唐の道宣の手になる「続高僧伝」の後を継いで編集されたもので、982年（太平興国7年）の太宗の勅命による撰修である。その後、7年間かけて、正伝533名、附伝130名の伝記を編纂して成ったのが本書である。但し、「続高僧伝」に漏れていた唐以前の僧の伝記も若干ではあるが収められている。下限は、本書成立の前年没の、宋初期の僧の伝記である。ただ、その中心となるのは、唐代の僧の伝記であり、書名の「宋高僧伝」というのは、内容を指すものではなく、その成立を指して付けられた書名であるため、注意が必要である。

## 十科分類
体裁は「続高僧伝」にならい、全く同様の十科分類をしている。
1. 訳経
2. 義解
3. 習禅
4. 明律
5. 護法
6. 感通
7. 遺身
8. 読誦
9. 興福
10. 雑科声徳

## 特色
撰者である賛寧は、宋朝による中国統一前は、仏教を尊崇したことで知られる十国中の呉越国の僧であったため、蒐集された資料は華中や華南に偏る傾向がある。さらに、編纂時に基づいた資料は、塔銘・碑銘や野史の類いに及んでおり、中には貴重な資料も含まれているが、その反面、信憑性に乏しい記載が含まれていたり、編集ミスと思われるような誤った記述も見られることがある。その扱いには十分注意する必要がある。
ただ、中国の仏教が隆盛を極めた唐代を中心とした仏教史の研究上、不可欠であり第一級の史料であることには変わりない。

## 内容

### 全体構成
| 巻   | 分類  | 正伝  | 附見  |
| ---- | ----- | ----- | ----- |
| 序   | 序    | —     | —     |
| 巻1  | 訳経1 | 3人   | 1人   |
| 巻2  | 訳経2 | 15人  | 8人   |
| 巻3  | 訳経3 | 14人  | 3人   |
| 巻4  | 義解1 | 21人  | 7人   |
| 巻5  | 義解2 | 14人  | 5人   |
| 巻6  | 義解3 | 14人  | 6人   |
| 巻7  | 義解4 | 23人  | 4人   |
| 巻8  | 習禅1 | 15人  | 3人   |
| 巻9  | 習禅2 | 14人  | 4人   |
| 巻10 | 習禅3 | 16人  | 8人   |
| 巻11 | 習禅4 | 21人  | 4人   |
| 巻12 | 習禅5 | 20人  | 4人   |
| 巻13 | 習禅6 | 17人  | 6人   |
| 巻14 | 明律1 | 20人  | 5人   |
| 巻15 | 明律2 | 19人  | 3人   |
| 巻16 | 明律3 | 19人  | 2人   |
| 巻17 | 護法  | 18人  | 1人   |
| 巻18 | 感通1 | 15人  | 3人   |
| 巻19 | 感通2 | 21人  | 8人   |
| 巻20 | 感通3 | 22人  | 4人   |
| 巻21 | 感通4 | 18人  | 3人   |
| 巻22 | 感通5 | 13人  | 5人   |
| 巻23 | 遺身  | 22人  | 2人   |
| 巻24 | 読誦1 | 21人  | 3人   |
| 巻25 | 読誦2 | 21人  | 5人   |
| 巻26 | 興福1 | 14人  | 2人   |
| 巻27 | 興福2 | 21人  | 3人   |
| 巻28 | 興福3 | 15人  | 1人   |
| 巻29 | 声徳1 | 26人  | 6人   |
| 巻30 | 声徳2 | 19人  | 6人   |
| 巻30 | 後序  | —     | —     |
| 合計 | 合計  | 531人 | 125人 |
| 合計 | 合計  | 656人 |       |

### 巻1 - 3：訳経
| 巻1 | 義浄・金剛智・不空（慧朗） |
| 巻2 | 善無畏（達摩掬多）・智慧・玄覚・道因（嵩公・宝暹）・智賢（会寧）・覚救・仏陀波利（順貞）・尊法・無極高（阿難律木叉師・迦葉師）・極量・実叉難陀・日照・天智・慧智（明佺）・寂友 |
| 巻3 | 智通・智厳・宝思惟・菩提流志・懐迪（般若力・善部末摩）・寂黙・蓮華精進・戒法・蓮華・飛錫・子隣・般若・悟空・満月（智慧輪）                                                     |

### 巻4 - 7：義解
| 巻4 | 窺基・道世・普光・法宝（勝荘）・円測（薄塵・霊弁）・元康・靖邁・順璟・嘉尚・慧沼（大願・塵外）・彦悰・義湘・義忠・元曉（大安）・神楷（明恂）・会隠・僧瑗・印宗・宗哲・徳感・浮丘 |
| 巻5 | 法蔵（大儀）・恒景・一行・智昇・円暉（懐遠・崇廙）・玄逸・道氤・良賁・礼宗・法詵・潜真（道超）・澄観・良秀（談筵）・慧琳                                                         |
| 巻6 | 惟慤（慧震・弘沇）・懐感・法海・慧苑・智威（慧威）・湛然・元浩・智蔵・神清（義将）・端甫・宗密（円禅師・照禅師）・乗恩・知玄・僧徹                                               |
| 巻7 | 志遠（元堪）・希円・玄約・彦暉・帰嶼・令諲・貞弁・虚受・可周・貞誨・可止・巨岷・恒超・僧照・従隠（夢江）・宗季・智佺・皓端・傅章・継倫・義楚（修進・省倫）・晤恩・義寂           |

### 巻8 - 13：習禅
| 巻8  | 弘忍・慧能・神秀・慧明・神会・曇璀・法持・道亮・道俊・玄覚・智威（本浄）・慧朗（𮗿公）・巨方（智封）・香育・降魔蔵師                                           |
| 巻9  | 義福（行思）・普寂・懐譲・霊著（法翫）・玄素・慧忠・志賢・惟忠・希遷・神会・法欽・道樹・慧空（元観）・崇珪（全植）                                             |
| 巻10 | 道一（智蔵）・志満・光瑤（道堅）・霊坦・道通・懐暉・惟寬（宝修）・遺則・霊黙（志閑）・道悟（崇信）・円寂（掘多）・甄叔・懐海・恒月（真亮）・思公（曇真）・石蔵 |
| 巻11 | 自在（一鉢和尚・南印）・無業・如会・天然・太毓・曇蔵（霊彖・超岸）・無等・明覚・円脩・普願・曇晟・甄公・従諗・智蔵・円智・法常・崇演・斉安・恒政・霊祐・玄策   |
| 巻12 | 寰中・寰普・日照・宣鑑・蔵奐・義玄・従諫（鑑宗）・良价・蔵廙・大安・慶諸（洪諲・令達）・道膺・有縁・義存・元安・恒通（招賢・岑師）・慧寂・慧恭・文喜・惟靖     |
| 巻13 | 円紹・法普（休静）・智閑（大同）・光仁（本仁・居遁）・師備・存寿・師彦・本寂・桂琛・慧稜・道怤・全付・善静（霊照）・文益・行因（道潜）・縁徳・徳韶             |

### 巻14 - 16：明律
| 巻14 | 道宣（大慈）・道成・文綱（名恪）・懐素（賓律師）・道岸・真表・秀律師・霊㟧・満意・崇業・玄儼（融済）・徳秀・愛同（玄通）・詮律師・法慎・道光・鑑真・守直・厳峻・曇一 |
| 巻15 | 霊一・斉翰・朗然・大義・義宣・弁秀・如浄・鑑源（慧観）・志鴻・乗如・清江・霊澈・省躬・神皓（維亮）・蔵用・真乗・道標・曇清・円照（利言）                             |
| 巻16 | 弁才・道澄・清徹・上恒・慧琳・神湊・慧霊・常達・丹甫・法相・文挙・允文・慧則（元表）・彦偁（寿闍黎）・従礼・景霄・貞峻・希覚・澄楚                                   |

### 巻17：護法
| 巻17 | 威秀・復礼・恵立・玄嶷・法明・神悟・元崇（璿禅師）・利涉・神邕・唯儼・崇恵・無名・智常・楚南・玄泰・玄暢・惟勁・道丕 |

### 巻18 - 22：感通
| 巻18 | 檀特師・河禿師・玄光・法喜・欽師・僧伽（木叉・慧儼・慧岸）・慧安・万迴・道鑑・慧昭・岸禅師・後僧会・道英・法秀・普明                                                                                           |
| 巻19 | 破竈墮・元珪・恵符・恵安・安静（徐果師）・如一・亡名・抱玉・阿足師・封干師（木𣹟師・寒山子・拾得）・無相（智詵禅師）・懐信・辛七師・和和・広陵大師・明瓚・待駕（懐一）・懐道（智恒）・恵忠（円寂）・恵秀・惟忠 |
| 巻20 | 処寂・無著・普化・大川（法烱）・難陀・玄宗・広敷・円震・地蔵・神暄・道行・懐空・円観・法蔵・鑑空・道行・普満・些些（食油師）・義師（證智・薦福寺老僧）・神鑑・清観（物外）・希運                               |
| 巻21 | 神英・牛雲・道義・法照・常遇・永安・慧聞・無漏・宝達・隠峯（亡名・雉鳩和尚）・梁山寺上座亡名・文爽・本浄・法江（興善寺異僧）・羅僧・契此・智𮗿・寗師                                                           |
| 巻22 | 如敏・全宰・懐濬・行遵・襄州亡名・狂僧（曹和尚）・僧緘（大慈寺亡名）・師簡・王羅漢・宗合（道因）・點點師・行満・法円（鑛師・李通玄）                                                                           |

### 巻23：遺身
| 巻23 | 僧蔵・正寿（慥禅師）・無染・定蘭・鴻休（景先）・全豁・元慧・束草師・行明・息塵・道育・景超・志通・道舟・洪真・慧明・普静・守賢・師蘊・紹巌・文輦・懐徳 |

### 巻24 - 25：読誦
| 巻24 | 行堅・法智・慧悟・明慧・慧警・崇政・思睿・法朗・僧衒（啓芳・円果）・玄奘・洪正（守賢）・志玄・元皎・楚金・懐玉・大行・広愛寺亡名・雄俊・三刀法師・大光・智燈                         |
| 巻25 | 明度・清虚・少康・法正（会宗）・守素・華厳和尚・文照・法照・慧普・唐今東京客僧・霊幽・惟恭（霊巋）・遂端・神智・従審・鴻楚・鴻莒・道賢・若虚（亡名僧）・行瑫・守真（沙弥弥伽・道蔭） |

### 巻26 - 28：興福
| 巻26 | 法成・業方・光儀・自覚・慧雲・玄覧（慧昶・守如）・玄朗・慧明・子瑀・惟実・増忍・文瓚・懐玉・代病師                                                 |
| 巻27 | 僧竭・定光・貞幹・道遵・含光・寂然・普岸（全亮・唯約）・惟則・明準・幽玄・智頵・文質・宗亮・曇休・智広・法蔵・海雲（守節）・法興・行厳・願誠・誠慧 |
| 巻28 | 智暉・光嗣・遵誨（彦求）・智朗・師会・智江・光嶼・巌俊・従彦・常覚・永安・延寿・義荘・普勝・師律                                                   |

### 巻29 - 30：声徳
| 巻29 | 智一・慧凝・員相・僧達・神鼎・泓師・慧日（真法師）・神逈・純陀・道邃・進平・道隠・道晤・歓喜（無側）・皎然（福琳）・懐空・慧演・行覚（皓玉）・玄晏・澄心・道斉（法如）・慧涉・雲邃（清源）・法真・寧賁・法融 |
| 巻30 | 好直・広脩（高閑）・元表（全清）・頭陀・全玼・慧沐・南瓦窰亡名（祝融峯禅者）・棲隠（宝安）・金和尚・無作・貫休（処黙・曇域）・国道者・智宣・斉己・無迹・𧦬光・自新・行脩・宗淵                               |

- 括弧内小字は附見
- 『大正新脩大蔵経』(SAT 2018)とウィキソース中国語版を基に作成

## テキスト
- 『大正新脩大蔵経』巻50「史伝部2」
  - SAT大正新脩大藏經テキストデータベース2018版 (SAT 2018)

### 日本語訳
- 『大乗仏典　中国・日本編14　高僧伝』 諏訪義純・中嶋隆蔵編訳（東京：中央公論社, 1991年）
金剛智・不空・子鄰・一行・澄観・湛然・宗密・知玄・慧能・神秀・神会・普寂・道宣・鑒真・玄嶷・法明・惟𠑊・万迴・封干・寒山子・拾得・無相・恵忠・無著・希運・法照・李通玄・無染・息塵・大光・少康・光儀・代病師・皎然の34名の伝記（うち封干・寒山子・習得は3名で1巻扱）を訳出した抄訳。
梁・慧皎『高僧伝』、唐・道宣『続高僧伝』を併せ収録。各・現代語編訳